# 1941 na literatura

## Eventos

### Livros
- Publicação do livro: "The Structure of the American Economy", escrito pelo economista russo Wassily Leontief.

### Literatura infantil
- Monteiro Lobato - A Reforma da Natureza

## Nascimentos
| Data          | Nome           | Profissão                                  | Nacionalidade | Observações | Ref |
| ------------- | -------------- | ------------------------------------------ | ------------- | ----------- | --- |
| 8 de Janeiro  | Graham Chapman | ator e escritor                            | Inglaterra    |             |     |
| 19 de julho   | Oscar Araripe  | escritor e pintor                          | Brasil        |             |     |
| 4 de Setembro | Marilena Chaui | filósofa e educadora                       | Brasil        |             |     |
| 6 de novembro | Mário Cláudio  | escritor (ficção, poesia, teatro e ensaio) | Portugal      |             |     |

## Mortes
| Data          | Nome                  | Profissão                                                                                  | Nacionalidade  | Observações | Ref |
| ------------- | --------------------- | ------------------------------------------------------------------------------------------ | -------------- | ----------- | --- |
| 13 de Janeiro | James Joyce           | escritor                                                                                   | Irlanda        | n. 1882     |     |
| 30 de Janeiro | Gregory Benford       | físico e escritor                                                                          | Estados Unidos |             |     |
| 28 de março   | Virginia Woolf        | escritora                                                                                  | Inglaterra     | n. 1882     |     |
| 20 de Maio    | Raul Proença          | escritor e jornalista                                                                      | Portugal       | n. 1884     |     |
| 7 de Agosto   | Rabindranath Tagore   | escritor, poeta e músico                                                                   | Índia          | n. 1861     |     |
| 18 de outubro | Manuel Teixeira Gomes | político, diplomata, escritor e presidente da Primeira República Portuguesa de 1923 a 1925 | Portugal       | n. 1862     |     |

## Prémios literários
- Nobel de Literatura - não atribuído.
- Prémio Machado de Assis - Tetra de Teffé